# Koppenstein Ernő
Koppenstein Ernő (Budapest, 1901. március 21. – Budapest, 1971. április 5.) orvos, radiológus, az orvostudományok kandidátusa (1952), doktora (1959).

## Élete
Koppenstein Jakab (1865–1918) szállítóüzleti hivatalnok és Lőwy Hermina (1880–1960) gyermekeként született zsidó polgári családban. A Budapesti V. kerületi Magyar Királyi Állami Főgimnáziumban érettségizett. Egyetemi tanulmányait a numerus clausus miatt Prágában, Würzburgban és Hamburgban végezte. 1924-ben a hamburgi orvosi egyetemen általános orvosi oklevelet szerzett, amit a pécsi Erzsébet Tudományegyetemen honosíttatott. 1927 és 1932 között a budapesti Charité Poliklinika Röntgenosztályának gyakornoka volt Bársony Tivadar mellett. 1932-ben radiológus szakvizsgát tett és ugyanettől az évtől a Pesti Izraelita Hitközség Szabolcs Utcai Kórházának röntgen szakorvosaként dolgozott. 1938–1940-ben a Beregszászi Kórház Röntgen Intézetének vezetője volt, azonban 1940-ben a zsidótörvények miatt elbocsátották. 1942 és 1946 között – megszakítással – a budapesti Weiss Alice Közkórház és a Fasor Szanatórium radiológusa volt. A második világháborút követően az Uzsoki Utcai Kórház és a Zsidó Szeretetkórház röntgen osztályának osztályvezető főorvosa lett 1971 áprilisában bekövetkező haláláig. 1947 és 1951 között a Pázmány Péter Tudományegyetem, illetve a Budapesti Orvostudományi Egyetem címzetes egyetemi tanára volt. 1947-ben az emésztőszervek röntgendiagnosztikája tárgykörben magántanári képesítést szerzett, 1952-ben megkapta az orvostudományok kandidátusa címet addigi tevékenységéért és 1959-től az orvostudományok doktora címet is viselte. Megválasztották az Orvos-egészségügyi Szakszervezet Radiológus Szakcsoportjának elnökévé.
Röntgendiagnosztikával foglalkozott, elsősorban a gerinc, az alsó nyaki és felső háti csigolyák, illetve a húgyhólyag röntgenvizsgálatára dolgozott ki új eljárásokat. A gerinc röntgenvizsgálata során, új, nemzetközileg is elfogadott értékelési rendszert vezetett be. Mestere Bársony Tivadar volt, akivel 1935-ben először írta le a gyomor fornix diverticulumát.
Felesége Koppenstein Ernőné (1916–2003).
A Kozma utcai izraelita temetőben nyugszik (5B-7-13).

## Főbb művei
- Kiüríti-e a hasprés működése az epehólyagot? Bársony Tivadarral. – Imbibálódnak-e az epekövek cholecystographiánál? Bársony Tivadarral. (Orvosi Hetilap, 1926)
- Spontan pneumothorax. Weisz Antallal. (Gyógyászat, 1927)
- Az alsó nyaki és felső háti csigolyák frontális Röntgen-felvételének technikája. Bársony Tivadarral. (Orvosi Hetilap, 1927)
- Tüdőgangrena esete gyors, spontan gyógyulással. Holló Gyulával. (Therapia, 1928)
- A mellkasba herniált gyomorthoracis stomach (Therapia, 1929)
- A nyakcsigolyák intervertebralis forameneinek röntgenábrázolása. Bársony Tivadarral. – Középlebeny-beszűrődés vagy letokolt izzadmány? Bársony Tivadarral. – Az „áthúzott” tüdőbeszűrődés. (Orvosi Hetilap, 1929)
- Új eljárás a húgyhólyag röntgenvizsgálatára. Bársony Tivadarral. (Orvosi Hetilap, 1932)
- A trapezoid csigolya (Radiologia Hungarica, 1949)
- A tüdőrák röntgentherápiája (Orvosi Hetilap, 1952. 43.)
- Adatok a tüdődaganatok diagnosztikájához. Farkas Károllyal és Prikkel Andorral. Tüdőpunctio. (Orvosi Hetilap, 1953. 10.)
- Mellkasi szervek röntgendiagnosztikája. Wald Bélával. (Röntgenológia. Egy. tankönyv. Szerk. Hajdú Imre és Ratkóczy Nándor. Budapest, 1954)
- Eljárás a mellkasi daganat és aneurysma elkülönítéséhez. Farkas Károllyal. (Orvosi Hetilap, 1955. 14.)
- Daganattal összetéveszthető „néma” tüdőtályogok. Farkas Károllyal. (Orvosi Hetilap, 1955. 33.)
- A homorú rekesz. – Az osztott és kettős rekeszkontúr. (Orvosi Hetilap, 1957. 10–11.)
- Beiträge zur Punktionsdiagnostik der Brustorgane. Farkas Károllyal. (Fortschritte auf dem Gebiete der Röntgenstrahlen und der Nuklearmedizin, 1956)
- A rekesz normális röntgenképe, vetületi sajátosságai és kóros vonatkozásai. Doktori értekezés. (Budapest, 1959)
- A sinus phrenico-costalis dorsalis szakaszának ábrázolása a szemben való röntgenfelvételen (Tuberkulózis, 1959)
- A tüdőcarcinoma és cysta elkülönítése (Magyar Radiológia, 1961)
- Röntgen-rétegvizsgálatok. Monográfia. Erdélyi Mihállyal. (Budapest, 1968)

## Díjai, elismerései
- Kiváló orvos (1964)[7]